# Centrale nucleare di Torness
La centrale nucleare di Torness è una centrale elettronucleare inglese situata presso la città di Dunbar, nell'East Lothian, in Scozia. L'impianto è composto da due reattori AGR da 1205 MW di potenza netta.